# Strzyżaków
Strzyżaków (ukr. Стрижаків) – wieś na Ukrainie w rejonie oratowskim, obwodu winnickiego.

## Dwór
- parterowy dwór przebudowany w XIX w. istniał do 1917[1].